# Otolejeunea schmidii
Otolejeunea schmidii är en bladmossart som först beskrevs av Pierre Tixier, och fick sitt nu gällande namn av Riclef Grolle. Otolejeunea schmidii ingår i släktet Otolejeunea och familjen Lejeuneaceae.
Artens utbredningsområde är Nya Kaledonien. Inga underarter finns listade i Catalogue of Life.